# Exomalopsis amoena
Exomalopsis amoena är en biart som beskrevs av Timberlake 1980. Exomalopsis amoena ingår i släktet Exomalopsis och familjen långtungebin. Inga underarter finns listade i Catalogue of Life.